# Adolf Schöner
Adolf Schöner (* 27. Dezember 1891 in Adersbach bei Sinsheim; † 18. August 1976 ebenda) war deutscher Luftfahrtpionier. Während des Ersten Weltkriegs tat er Dienst auf mehreren Luftschiffen und war danach Flugplatzkommandant in Thorn. In den späten 1930er Jahren erzielte er als Ballonfahrer noch einige sportliche Erfolge.

## Leben
Schöner machte nach seiner Schulzeit in Adersbach eine Schmiedlehre, anschließend ging er auf Wanderschaft und war ein Jahr in Koblenz. In Düsseldorf absolvierte er danach eine Lehre als Automechaniker. 1912 wurde er zum Militärdienst eingezogen und war zunächst in St. Avold in Lothringen, ab 1913 als Freiwilliger bei der Luftschifferabteilung in Metz, wo er mit dem Luftschiff LZ 20 (Z V) fuhr und in Fesselballons aufstieg. Im Ersten Weltkrieg flog er als MG-Spezialist und später als Maschinist auf den Luftschiffen LZ 13 „Hansa“, LZ 78, LZ 79 und LZ 90. Einsatzfahrten führten ihn nach Russland, Frankreich, Belgien und England. Ab 1918 war er von der Dienststelle Reineckendorf beauftragt, Kriegsmaterial in Posen zu sammeln. 1919 war er Flugplatzkommandant in Thorn.
Nachdem Schöner 1920 aus dem Militärdienst ausgetreten war, war er ab 1921 in Mannheim im Justizvollzugsdienst tätig. In den 1930er Jahren gründete er in Mannheim eine Kameradschaft für Ballonfahrt. 1937 gewann er die Goldmedaille einer Ballonverfolgungsjagd, 1938 die Deutsche Meisterschaft im Ballonfahren. Nach dem Zweiten Weltkrieg erlernte er außerdem den Segelflug und engagierte sich im Wiederaufbau der Segelfliegerei.